# Paul Ueberhorst
Portrait von Paul Ueberhorst auf der Gedenktafel in Wattenscheider Rathaus

Link zum Bild

Paul Ueberhorst (* 29. Juni 1888 in Holthausen, Kreis Hattingen; † 2. Januar 1947, wahrscheinlich Godesberg) war ein deutscher Politiker und sowohl Bürgermeister als auch erster Oberbürgermeister der Stadt Wattenscheid.

## Leben
Ueberhorst wuchs als Sohn einer Bergmannsfamilie auf. Nach dem Besuch der Volksschule konnte er das Progymnasium in Hattingen besuchen. Danach arbeitete er in der Verwaltung des Amt Blankenstein. Nach dem Besuch des Realgymnasiums in Iserlohn machte er 1908 Abitur. Er studierte im Anschluss Rechts- und Staatswissenschaften in Jena, Berlin und Münster. Dort wurde er 1913 promoviert mit einer Arbeit über Die Arbeiterfrage in den deutschen Kolonien.
Zum Beginn des Ersten Weltkriegs folgte ein Einsatz an der Westfront, er wurde aber 1915 wegen einer Krankheit entlassen. Nach dem Ende des Krieges wurde er Mitglied der Sozialdemokratischen Partei (SPD).

## Beruflicher Werdegang
Im Jahr 1915 wurde Ueberhorst Beigeordneter der Stadt Düsseldorf. Von dort wechselte er nach Eschwege, um dort im November 1918 Stadtrat zu werden.
Am 7. Juni 1920 wurde er zum Bürgermeister der Stadt Wattenscheid gewählt. Dabei gewann er die Wahl gegen 43 Mitbewerber. Sein Amt trat er am 15. Juli an. Seine erste Amtszeit war schon zu Beginn von vielen Schwierigkeiten geprägt, wie die Ruhrbesetzung durch das französische Militär ab 1923. 
Die große 500-Jahresfeier 1925 zur Verleihung der Rechte einer Freiheit (Minderstadt) an Wattenscheid war in großen Teilen eine inszenierte Demonstration von Ueberhorst. Es sollte ein Zeichen gegen die von den Nachbarstädten Bochum und Gelsenkirchen geforderten Eingemeindungspläne sein. In einer „Großen Koalition“ von SPD und Zentrum gelange es nicht nur die eigene kommunale Unabhängigkeit zu erhalten, sondern man konnte auch erfolgreich die Idee im Preußischen Landtag durchbringen, das Amt und die Stadt Wattenscheid 1926 zusammenzulegen. Nachdem die Stadt die Kreisfreiheit erreicht hatte, wurde am 12. April 1927 für das städtische Oberhaupt der Titel Oberbürgermeister eingeführt.
Im Jahr 1930 stellte er sich erfolglos zur Wahl zum Oberbürgermeister von Solingen. Seine Wahl für eine zweite Amtszeit in Wattenscheid erfolgte am 18. März 1932 mit großer Mehrheit, auch mit Stimmen des Zentrums und von Mitgliedern der Wirtschaftspartei. Da er überzeugt war, dass in den wirtschaftlichen Krisenzeiten hohe Gehälter nicht gerechtfertigt seien, verzichtete er nach der Wiederwahl freiwillig auf mehrere tausend Mark seines Gehaltes.
Nach der Machtübergabe an die Nationalsozialisten wurde Ueberhorst in der Nacht zum 1. Februar überfallen. Nach der Stadtratswahl am 12. März, bei der die NSDAP 29,7 % der Stimmen erhalten hatte, marschierten Formationen dieser Partei auf und hissten trotz eines Verbotes des Oberbürgermeisters auf dem Rathaus die Hakenkreuzfahne. Am 25. März beantragte Ueberhorst seine Beurlaubung, die zunächst abgelehnt wurde. Die Entfernung aus dem Amt erfolgte dann bei der ersten Sitzung des neuen Rates am 3. April 1933. Diese dauerte nur eine Stunde. Die Allgemeine Wattenscheider Zeitung schrieb: „Unnötige Worte sind offenbar bei unseren neuen Stadtverordneten nicht beliebt“. Ueberhorst wurde als „alter Systempolitiker“ entlassen, sein Nachfolger wurde Hans Wilbert Petri.
Er wurde danach sofort in sogenannte „Schutzhaft“ genommen. Die Anschuldigungen wurden nach dem Einsetzen eines Untersuchungsausschusses fallen gelassen. Am 11. August 1933 wurde er seines Amtes enthoben, offiziell wegen „politischer Unzuverlässigkeit“.
Er zog im Anschluss mit seiner Familie nach Godesberg. Über die Zeit nach seiner Entlassung gibt es nur wenige Notizen.
Im Laufe des Zweiten Weltkriegs wurde Ueberhorst 1942/1943 als Leiter des Kriegsschadensamtes der Stadt Bonn dienstverpflichtet. In der Zeit von April 1944 bis September 1944 erfolgte eine andere Dienstverpflichtung als Stellvertreter des Bürgermeisters in der besetzten ostbelgischen Stadt  Malmedy. Dieses wurde von Ueberhorst als Strafeinsatz empfunden, insbesondere wegen der anrückenden U.S.-amerikanischen Truppen.
Am 24. Oktober 1946, auch nach der Fürsprache von Parteifreunden, wurde vom Wattenscheider Entnazifizierungskomitee festgestellt, dass er unbelastet sei und seine Entlassung 1933 willkürlich war. Eine danach geplante Bewerbung auf die neu geschaffene Stelle des Oberstadtdirektors von Wattenscheid wurde durch seinen plötzlichen Tod verhindert.

## Familie

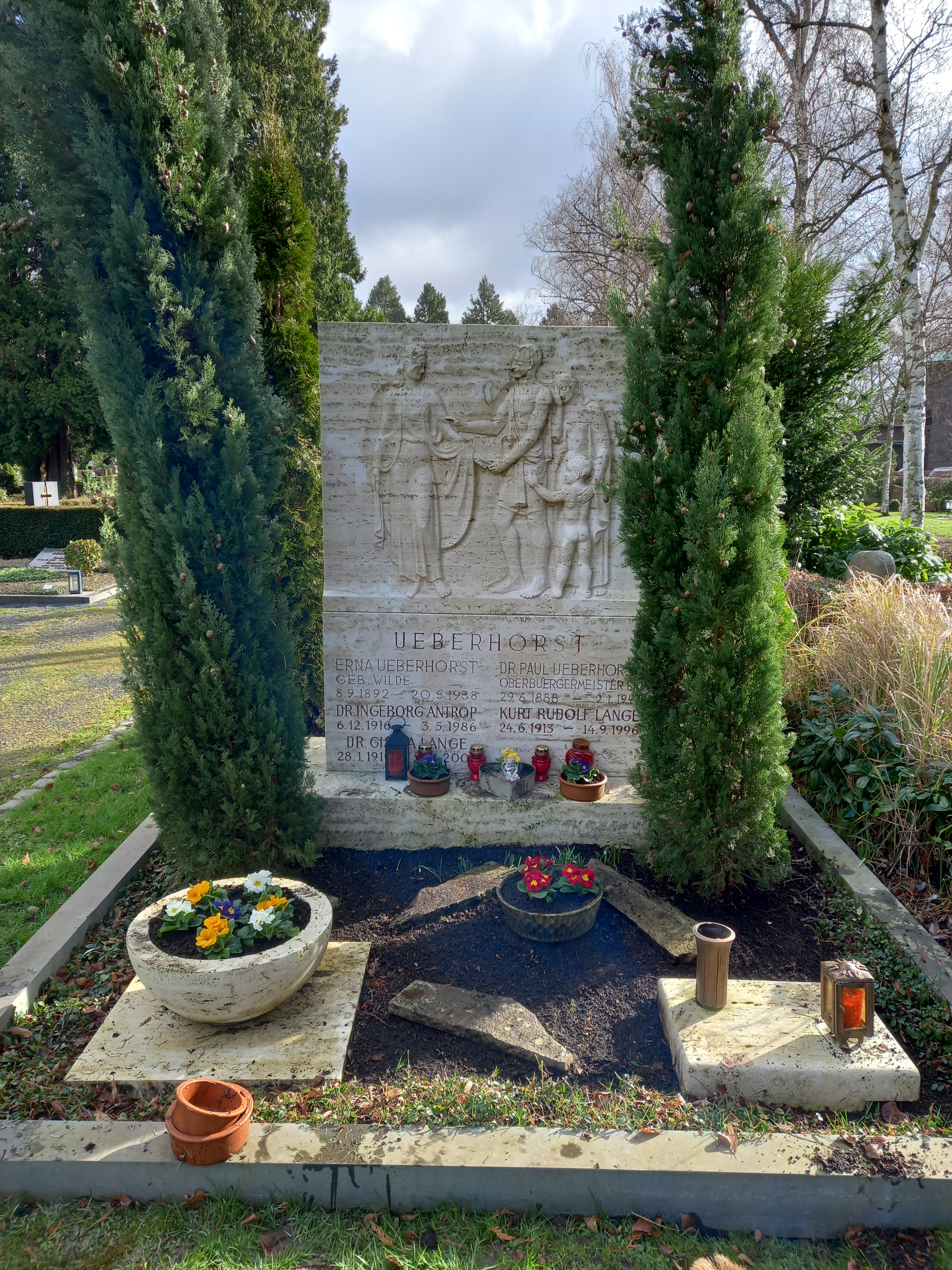
Grab der Familie Ueberhorst auf dem Zentralfriedhof Bad Godesberg

Paul Ueberhorst war verheiratet mit Erna Ueberhorst, geborene Wilde (1892–1938), die neben der Arbeit für die immer größer werdende Familie auch Vorsitzende des Vaterländischen Frauenvereins in Wattenscheid war, in dem sie sich viel Anerkennung erarbeitete.
Nach dem Tod seiner Ehefrau musste Ueberhorst allein für seine sieben unmündigen Kinder sorgen. Als seine Frau schon schwer krank war, bat sie ihren Ehemann zum Schutze der Kinder, Mitglied der NSDAP zu werden. Dies erfolgte im selben Jahr.
Einer seiner Söhne, Horst Ueberhorst (1925–2010), Sporthistoriker und Professor für Sportgeschichte an der Ruhr-Universität Bochum, verfasste das Buch Wattenscheid: Die Freiheit verloren? In diesem geschichtlichen Rückblick geht es unter anderem um die Dienstzeit seines Vaters, zudem wird der Aufstieg der Nationalsozialisten beschrieben.

## Ehrung
Im Nachruf des Wattenscheider Oberbürgermeisters Hugo Bungenberg kam es zu einer späten Ehrung:

„Dem Verstorbenen verdankt die Stadt Wattenscheid in ganz besonderem Maße ihre äußerlich vorteilhafte und innerliche gesunde Entwicklung auf allen Gebieten in der Zeit nach dem Ersten Weltkriege und ihre Erweiterung zur Mittelstadt. Sein Name wird mit der Stadt Wattenscheid ehrenvoll verbunden bleiben.“

Im Gegensatz zu anderen Wattenscheider Politikern ist nach ihm keine Straße benannt. Seit dem Dezember 2023 erinnert im Wattenscheider Rathaus eine Gedenktafel an Paul Ueberhorst. Es soll damit auch stellvertretend an alle demokratischen Amtsträger und Ratsmitglieder erinnert werden, die während der nationalsozialistischen Diktatur verfolgt wurden.